# Epione maculosa
Epione maculosa är en fjärilsart som beskrevs av Barend J. Lempke 1970. Epione maculosa ingår i släktet Epione och familjen mätare. Inga underarter finns listade i Catalogue of Life.